# Vila Boa (Mirandela)
Vila Boa é uma povoação portuguesa do Município de Mirandela que foi sede da extinta Freguesia de Vila Boa, freguesia que tinha 9,33 km² de área e 90 habitantes (2011), e, por isso, uma densidade populacional de 9,6 hab/km².
A Freguesia de Vila Boa foi extinta (agregada) pela reorganização administrativa de 2012/2013, tendo o seu território sido agregado ao da Freguesia de Franco para criar a União de Freguesias de Franco e Vila Boa.

## População
| População da freguesia de Vila Boa | População da freguesia de Vila Boa | População da freguesia de Vila Boa | População da freguesia de Vila Boa | População da freguesia de Vila Boa | População da freguesia de Vila Boa | População da freguesia de Vila Boa | População da freguesia de Vila Boa | População da freguesia de Vila Boa | População da freguesia de Vila Boa | População da freguesia de Vila Boa | População da freguesia de Vila Boa | População da freguesia de Vila Boa | População da freguesia de Vila Boa | População da freguesia de Vila Boa |
| ---------------------------------- | ---------------------------------- | ---------------------------------- | ---------------------------------- | ---------------------------------- | ---------------------------------- | ---------------------------------- | ---------------------------------- | ---------------------------------- | ---------------------------------- | ---------------------------------- | ---------------------------------- | ---------------------------------- | ---------------------------------- | ---------------------------------- |
| 1864                               | 1878                               | 1890                               | 1900                               | 1911                               | 1920                               | 1930                               | 1940                               | 1950                               | 1960                               | 1970                               | 1981                               | 1991                               | 2001                               | 2011                               |
| 195                                | 303                                |                                    |                                    |                                    |                                    |                                    |                                    |                                    | 278                                | 230                                | 256                                | 171                                | 118                                | 90                                 |

Nos anos de 1890 a 1930 estava anexada à freguesia de Franco. Pelo decreto lei nº 27.424, de 31/12/1936, passou a fazer parte da freguesia de Franco. Pelo decreto lei nº 41.081, de 22/04/1957, passou de novo a ser freguesia autónoma